# Víctor Espinoza Soto
Víctor Raúl Espinoza Soto es un ingeniero metalúrgico y político peruano. Fue Presidente Regional de Pasco entre 2003 y 2006.
Nació en Yanahuanca, Perú, el 8 de mayo de 1944. Cursó sus estudios primarios y secundarios en su ciudad natal. Entre 1971 y 1978 cursó estudios superiores de ingeniería metalúrgica en la Universidad Nacional Daniel Alcides Carrión de la ciudad de Cerro de Pasco.
Su primera participación política se dio en las elecciones municipales de 1986 en las que fue candidato a regidor del distrito de Yanacancha que forma parte integrante del área metropolitana de la ciudad de Cerro de Pasco. En las elecciones municipales de 1993 tentó la alcaldía de Cerro de Pasco sin éxito. En las elecciones regionales del 2002 fue elegido presidente del Gobierno Regional de Pasco. Tentó sin éxito su reelección a ese cargo en las elecciones del 2006 y su elección como congresista por Pasco en las elecciones generales del 2011.